# Bataille de Philomélion
Guerres byzantino-seldjoukides
Batailles
- Kapetrou
- 1re Manzikert
- Césarée
- Iconium
- 2e Manzikert
- Campagnes seldjoukides en mer Égée
- 2e Nicée
- 3e Nicée (en)
- Philomélion
- Campagnes de Jean II Comnène
- Laodicée
- Shaizar
- Myriokephalon
- Hyelion et Leimocheir
- Cotyaeum
- Trébizonde
- Antalya
- Antioche du Méandre

La bataille de Philomélion (ou Philomelium - la moderne Akşehir) consiste en une série d'affrontements sur plusieurs jours à l'automne 1116 opposant les armées de l'empereur byzantin Alexis Ier Comnène à celles du sultan de Roum Malik Shah

## Contexte
Après le succès de la Première croisade, le mégaduc Jean Doukas reconquiert le littoral égéen et une grande partie de l'Anatolie occidentale. Mais l'échec de la croisade de secours permet aux Turcs Seldjoukides et Danichmendides de reprendre leurs opérations offensives contre l'Empire byzantin. 
Les Seldjoukides retrouvent le contrôle de l'Anatolie centrale et consolident leur position autour de la ville d'Iconium (aujourd'hui Konya). Une tentative en 1113 pour prendre Nicée (aujourd'hui Iznik) est repoussée par les byzantins. 
Bien qu'âgé et malade, Alexis s'implique personnellement dans la défense de l'Anatolie byzantine. Basant son armée à Lopadion, puis à Nicomédie, il obtient un succès mineur sur les Turcs à Poemaneon. Après avoir renforcé son armée, il décide de passer à l'offensive.

## L'expédition
L'Alexiade d'Anne Comnène, la propre fille d'Alexis, constitue la source principale de la campagne. Iconium est le but initial de l'expédition, mais Alexis se contente d'une démonstration de force et de protéger l'évacuation des populations chrétiennes des zones sous domination turque. 
Alexis utilise une nouvelle formation de bataille le parataxis qu'Anne Comnène décrit de façon assez imprécise. Cependant d'après le compte-rendu de la bataille, on peut en déduire qu'il s'agit d'une formation défensive en carré, protégeant au centre les bagages de l'armée, les côtés étant défendus par l'infanterie et la cavalerie étant à l'intérieur du carré. Il s'agit d'une formation idéale pour contrer la tactique de bataille des Turcs faite d'attaques successives d'archers à cheval. Une formation similaire sera employée plus tard par Richard Cœur de Lion à la bataille d'Arsouf.

## La bataille
Se rendant compte qu'une importante armée s'approche par le nord, Alexis commence à retraiter vers son propre territoire en adoptant une formation défensive. Les Turcs, commandé par un officier du nom de Manalugh, sont déroutés par la tactique byzantine et n'attaquent que mollement. 
Le lendemain, le sultan Malik Shah lui-même prend le commandement et attaque de façon plus vigoureuse. La cavalerie byzantine contre-attaque à deux reprises.  Au cours de la première, Andronic Comnène qui commandait l'aile gauche de l'armée mena une poursuite vigoureuse qui aboutit à la capture de la tente du sultan, Malik Shah. Raconté dans l'Alexiade, cet exploit est immédiatement suivi de l'épitaphe d'Andronic, ce qui conduisit plusieurs historiens à en déduire à tort que ce dernier était décédé dans la bataille. La seconde est menée par Nicéphore Bryenne, gendre d'Alexis. Il bouscule les forces conduites en personne par le sultan, qui manque de peu d'être capturé. Les Seldjoukides tentent en vain une nouvelle attaque de nuit. Le lendemain, Malik Shah attaque de nouveau. Ses troupes encerclent complètement l'armée byzantine, mais sont encore repoussées. Ne parvenant pas à rompre la formation byzantine, Malik Shah se résout le jour suivant à adresser une proposition de paix à son adversaire.

## Conséquences
La paix oblige Malik Shah à stopper les raids turcs sur l'Anatolie byzantine et la reconnaissance, largement théorique de la suzeraineté byzantine sur le sultanat. Selon Anne Comnène, Malik Shah se serait même engagé à évacuer l'Anatolie, mais cela est peu probable. 
La campagne fut remarquable par le haut niveau de discipline de l'armée byzantine. Alexis a ainsi démontré sa capacité à pénétrer impunément dans les territoires dominés par les turcs. À l'inverse, Malik Shah souffre d'une perte de prestige, cause de sa déposition au profit de son frère Mas`ûd Ier
Après la bataille, Alexis Ier meurt en 1118 sans avoir mis fin au péril turc en Anatolie. Il laisse cette tâche à son fils Jean II Comnène.

## Sources
- (en) Cet article est partiellement ou en totalité issu de l’article de Wikipédia en anglais intitulé « Battle of Philomelion » (voir la liste des auteurs).